# Aniela
Aniela este un serial TV (dramă) produs de Promance și Media Pro  și regizat de Iura Luncașu, Alex Fotea, Bogdan Dumitrescu și Mihai Brătilă. Premiera serialului a avut loc la data de 14 septembrie 2009, pe postul Acasă TV. Personajul principal al serialului este Aniela Elefterios, interpretată de Adela Popescu. 
Până la moartea tatălui ei a trăit într-o lume de vis. Urma să se mărite cu prințul Mihail, provenit dintr-o familie nobilă. După ce mama Anielei, Maruca, vinde casa de pe Ulița Mare și conacul de la Ștefănești, cele două se hotărăsc să se mute la schitul familiei Vulturescu, dar din întâmplare sunt invitate la palat la Vulturesco unde cei doi (Aniela și Radu) își continuă dragostea începută în seara balului de Sf. Maria.

## Personaje
- Adela Popescu - Aniela Elefterios,
- Mihai Petre - Radu Vulturesco,
- Sabina Posea - Niculina,
- Bogdan Albulescu - Stere Antoniade,
- Diana Dumitrescu - Polixenia Laptaru,
- Dan Condurache - Iorgu Vulturesco,

Cu participarea:
- Stela Popescu - Parascheva "Chiva" Lăptaru
- Gheorghe Dinică - Generalul Grigore Vulturesco
- Florina Cercel - Aretia Belciugesco,
- Marin Moraru - Costică
- Maia Morgenstern - Maica Irina
- Dionisie Vitcu - Pantelimon
- Rodica Negrea - Sultana
- Ana Ciontea - Maruca Elefterios
- Aurel Dicu - Ianache Elefterios

Și:
- Ioan Isaiu - Mitică Lăptaru
- Nicoleta Luciu - Matilda Cârciumaru
- Alexandru Papadopol - Aleco Calfoesco
- Dana Dembinski-Medeleanu - Eufrosina Vulturesco
- Răzvan Fodor - Zeno Vulturesco
- Emil Mandanac - Prințul Mihail
- Ioana Ginghină - Arta Belciugesco
- Eugenia Șerban - Aristizza
- Alina Chivulescu - Lulu Sacioreanu
- Alina Grigore - Ersilia Vulturesco
- Virginia Rogin - Varvara
- Andreea Ibacka - Nutzi
- Laura Cosoi - Tantzi
- Loredana Groza - Mimi
- Marian Râlea - Serafim
- Cristina Deleanu - Lisaveta
- Costel Constantin - Colonelul Decebal
- Anca Sigartău - Caliopi Antoniadi
- Rodica Lazăr - Josephine Tannerie
- Mihai Călin - Georges Tannerie
- Denis Ștefan - Socrate Piscupescu
- Pavel Bartoș - Janos
- Cătălin Cățoiu - Chiuvu
- Adrian Ștefan - Tamino Prosteanu
- Augustin Viziru - Ion
- Cristi Balint - Ghiță
- Irina Antonie - Tünde
- Adriela Morar - Margareta
- Raluca Tătaru - Nelly
- Ioana Flora - Betty
- Salex Iatma - Panait
- Iuliana Luciu - Natalie
- Majda Aboulumosha - Yvonne
- Ruslan Rotaru-Titi
- Cristi Iacob - Dr. Moise Flaisberg
- Mircea Gheorghiu - Nae Frunzeanu
- Adina Galupa - Teresa Elefterios
- Steliana Băliceanu - Maranda

Copii:
- Mario Kalmar - Uta Lăptaru
- Cristina Ciobănașu - Julieta
- Lili Sanboeuf - Amelie Tannerie
- Cristi Olescher - Piere Tannerie
- Jennifer Dumitrașcu - Fanny
- Amir Ali - Tisica
- Florin Zamfirescu - Haralamb Capelin
- Elvira Deatcu  - Georgette ( Ducesa )
- Tamara Popescu  -  Zoica
- Constantin Cicort  -  Rache Popovici
- Ileana Iordache - Lenuța
- Dan Damian - Marinică
- Irina Petrescu - Florica

## Recepția
Drama a fost bine primită de public, primul episod având o audiență de peste 1.300.000 de telespectatori, conform datelor furnizate de GFK România. În primele două săptămâni de difuzare a fost cel mai urmărit serial din România, iar Aniela a devenit, de la debut și până în prezent, cea mai urmărită producție românească difuzată de Acasă în rândul publicului cu studii superioare.
Deși la prima difuzare de pe Acasă TV serialul Aniela s-a terminat pe 22 aprilie 2010 cu un număr de 111 episoade (terminându-se mult prea devreme ca dată față de cum se terminau de obicei serialele românești), finalul a mirat foarte multă lume. Au fost multe povești ale personajelor secundare care nu au fost încheiate, multe acțiuni au rămas neclarificate și nefinalizate. În afara celor două nunți care au dus la finalul fericit mult așteptat, au fost multe secrete care au rămas nedezvăluite. Serialul s-a terminat în mister, iar publicul a simțit că au fost tăiate multe secvențe, multe personaje și acțiuni lăsate în aer. Fanii serialului nu au primit nici până acum o explicație, iar până în momentul actual nu există comunicate sau articole de presă care să vorbească mai multe despre motivul pentru care serialul Aniela s-a terminat atât de brusc.  
Misterul a fost descoperit ani mai târziu. 
În prezent serialul Aniela se redifuzează pe Acasă Gold zilnic de la orele 22:00 (începand cu data de 1 ianuarie 2024) în varianta de 163 de episoade. Episoadele la care s-a renunțat la prima difuzare pot fi văzute acum, iar secretele nedezvăluite pot fi descoperite. Se pare că la vremea respectivă s-a dorit scoaterea din grilă cât mai rapid a serialului Aniela. Motivele nu s-au aflat niciodată.    